# Theopropus borneensis
Theopropus borneensis är en bönsyrseart som beskrevs av Max Beier 1942. Theopropus borneensis ingår i släktet Theopropus och familjen Hymenopodidae. Inga underarter finns listade i Catalogue of Life.